# Macrocranion
Macrocranion ist eine heute ausgestorbene Gattung insektenfresserartiger Säugetiere, die im Unteren und Mittleren Eozän 56 bis 38 Millionen Jahren in Europa und Nordamerika verbreitet war. Bekannt wurde die Gattung hauptsächlich über mehrere, sehr gut erhaltene Skelette aus der Grube Messel. Es handelt sich um kleinwüchsige Tiere mit langem Schwanz und kurzen vorderen sowie langen hinteren Gliedmaßen. Aufgrund der Skelettmerkmale kann von einer schnellen, hüpfenden Fortbewegung ausgegangen werden. Die Anatomie des Gebisses aber auch Reste der Nahrung lassen eine allesfresserische Ernährung annehmen. Bedeutend ist weiterhin bei einigen aufgefundenen Skelettresten der Nachweis von Stacheln als Teil des Fellkleides, was zu den frühesten Hinweisen überhaupt in der Fossilgeschichte der Säugetiere gehört. Die systematische Stellung von Macrocranion ist nicht gesichert. Allgemein wird die Gattung der Familie der Amphilemuridae zugewiesen, die wiederum möglicherweise den heutigen Igeln nahesteht. Andere Untersuchungen lassen eine engere Beziehung der Amphilemuridae zu den Rüsselspringern vermuten. Die Erstbeschreibung von Macrocranion erfolgte 1949.

## Beschreibung
Macrocranion war ein kleines, grazil gebautes insektenfresserartiges Säugetier, dessen kleinere Vertreter eine Kopf-Rumpf-Länge von 9, größere aber von 14 bis 16 cm aufwiesen. Hinzu kam ein bis zu 15 cm langer Schwanz, der somit etwa die Länge des übrigen Körpers erreichte. Typisch waren zudem die gegenüber den vorderen Gliedmaßen sehr langen hinteren. Der Schädel wurde 3 bis 4,9 cm lang und glich in seinem Äußeren mit dem großen Gehirnschädel und der schlanken Schnauze etwa dem der heutigen Eigentlichen Spitzhörnchen (Tupaia). Es können aber auch Vergleiche zum ebenfalls ausgestorbenen Leptictidium gezogen werden, doch war die Schnauze bei Macrocranion nicht ganz so stark ausgezogen. Der Mittelkieferknochen war gut entwickelt und besaß vorne eine Erhebung, die etwa 1 mm über die Schneidezähne hinaus ragte. Diese Erhebung trug wohl Teile des Knorpelgewebes der Nase und zeigt somit eine ausgeprägte Nasenregion an, ähnlich wie das große, oberhalb des vierten Prämolaren gelegene Foramen infraorbitale. Im hinteren Teil schloss der Mittelkieferknochen an das lange und schmal gebaute Nasenbein an. Die Augenfenster waren klein, etwa 5 mm im Durchmesser und nach vorn gerichtet. Die Scheitelbeine formten einen kleinen Scheitelkamm, die Jochbögen setzten oberhalb des zweiten Molaren an und kragten weit auseinander.
Der Unterkiefer war schlank und etwa 2,2 bis 3,5 cm lang. Die Symphyse erstreckte sich dabei bis zum ersten Prämolaren. Vorn waren typischerweise drei paarige Foramina mentalia ausgebildet. Das Gebiss umfasste die vollständige Zahnanzahl der frühen Höheren Säugetiere, die Gebissformel lautete demzufolge: {\displaystyle {\frac {3.1.4.3}{3.1.4.3}}}. In der Ausprägung des Gebisses zeigen sich starke Spezialisierungen mit zwei funktionalen Bereichen. Das vordere Gebiss bis hin zu den mittleren Prämolaren war kaum differenziert und die einzelnen Zähne deutlich homodont. Im Unterkiefer standen die Zähne dabei geschlossen, im Oberkiefer aber in kleinen Abstände zueinander. Alle vorderen Zähne wiesen eine spatelförmige Gestaltung auf, so dass eine weitgehend durchgängige Scherlinie entstand. Der Eckzahn hob sich nur selten über die anderen Zähne heraus. Ab dem dritten oder vierten Prämolar nahm die Zahngröße sprunghaft zu, von 1 bis 1,7 mm im vorderen Gebissteil auf 2,7 bis 3,5 mm im hinteren. Die Molaren besaßen den typischen tribosphenischen Aufbau der frühen Insektenfresser. Auf den Kauflächen waren mehrere Zahnschmelzhöcker ausgebildet, wobei eine charakteristische Dreiergruppe (Trigon) durch eine tiefe Rinne dahinter von den weiteren, aber deutlich kleineren Höckern (Talon) getrennt wurde. Die Zahnhöcker besaßen dabei teils eine eher buckelige Gestaltung, so dass ein bunodonter Aufbau entstand, einige Vertreter wiesen aber auch deutlich spitze Höckerchen auf. Die Zahnreihe vom Eckzahn bis zum letzten Backenzahn konnte bis zu 1,9 cm lang sein.
Überwiegend durch die zahlreichen, teils vollständigen Skelette aus Messel ist das Körperskelett von Macrocranion gut bekannt. Dieses spiegelt mit seinem nicht sehr voluminösen Rumpf den grazilen Bau der Tiere wider. Die Wirbelsäule war im Rückenbereich deutlich nach oben durchgebogen, im Halsbereich nach unten, wobei dieser Eindruck teilweise durch die Leichenstarre verstärkt sein kann. Sie umfasste 7 Hals-, 11 rippentragende Brust-, 7 Lenden-, 3 Kreuzbein- und 21 bis 25 Schwanzwirbel. Die ersten Halswirbel (Atlas und Axis) waren kräftig ausgebildet. Die rippentragenden Halswirbel erreichten am 10. den höchsten Punkt des Rückenverlaufes, wobei sie bis zu diesem durch lange, schmale Dornfortsätze charakterisiert waren, danach wurden sie eher kurz und breit. Die ersten vier oder fünf Schwanzwirbel hatten kurze Wirbelkörper mit kräftigen Querfortsätzen als Muskelansatzstellen, die übrigen waren lang und schmal. Bemerkenswert war die Gestaltung des Bewegungsapparates, der durch kurze vordere und lange hintere Gliedmaßen gekennzeichnet war. Der Oberarmknochen besaß mit bis zu 2,8 cm Länge eine kurze und grazile Gestalt. Ebenfalls leicht gebaut waren Elle und Speiche, wobei ersterer Langknochen mit 3,3 cm den Oberarmknochen an Länge übertraf. Beide lagen eng aneinander, waren aber nicht fest miteinander verbunden. Der Oberschenkelknochen erreichte bis zu 3,9 cm Länge und wies am geraden Schaft einen deutlichen Dritten Trochanter auf, der teilweise auch kammartig erschien. Das Schienbein besaß eine Länge von bis zu 4,4 cm und war mit dem Wadenbein verwachsen. Sowohl Arme als auch Beine endeten in jeweils fünfstrahlige (pentadactyle) Hände und Füße, die einzelnen Strahlen standen dabei eng beieinander. Die äußeren Strahlen (jeweils I und V) waren eher kurz, die drei mittleren Strahlen (jeweils II bis IV) deutlich in der Länge gestreckt, was hauptsächlich bei den Hinterfüßen besonders deutlich erscheint, wobei dies weitgehend über die Verlängerung des Mittelhand- und Mittelfußknochen erreicht wurde. Der dritte Metacarpus erreichte dabei 1 cm, der dritte Metatarsus 2 cm Länge. Die Finger- und Zehenglieder dagegen wiesen eine deutlich kurze, hohe und dreieckige Gestaltung auf. Die jeweiligen Endglieder schlossen stumpf ab und weisen darauf hin, dass keine spitzen Krallen, sondern wohl hufartige Klauen ausgebildet waren.

## Fossilfunde

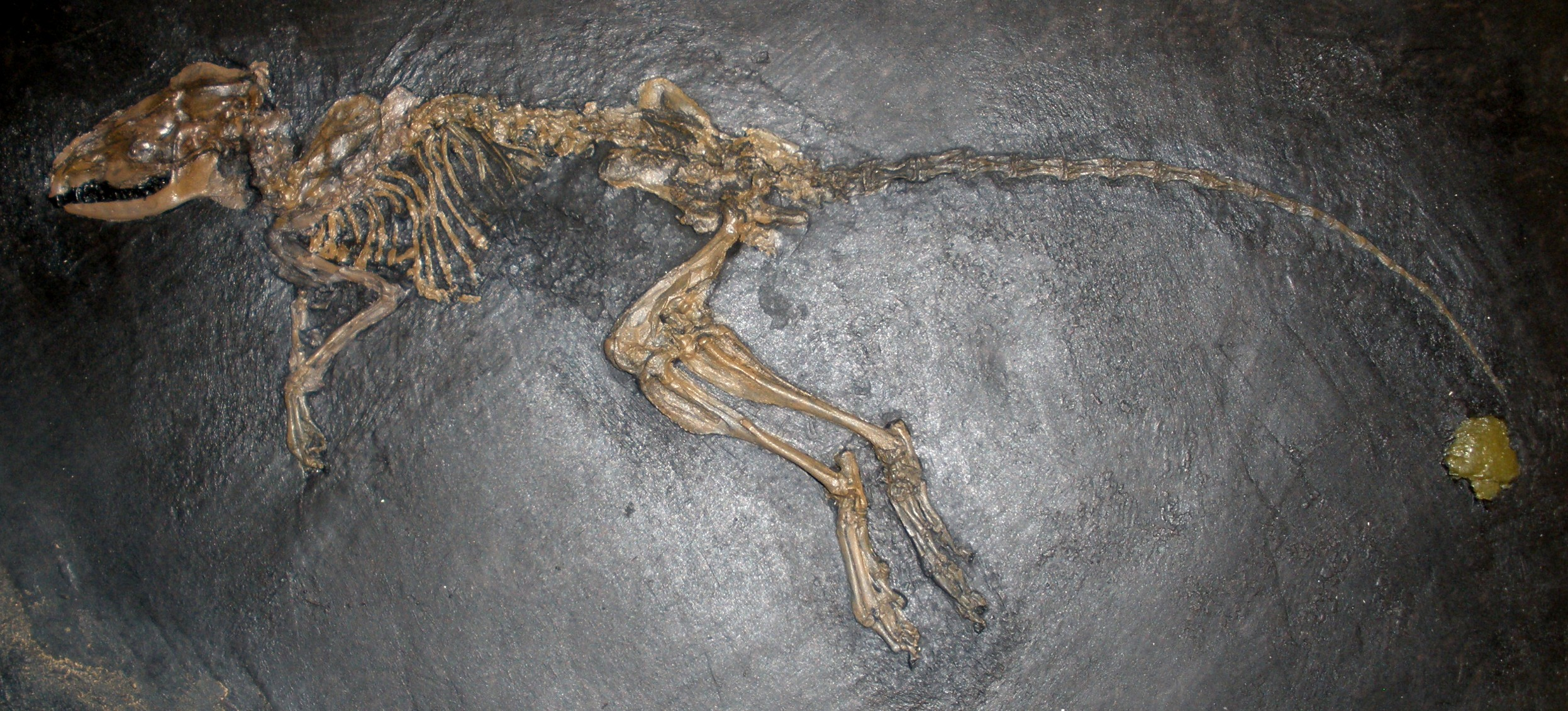
Skelett von Macrocranion mit erhaltenem Weichteilgewebe

Macrocranion ist ein relativ häufig gefundenes kleines Säugetier, das vor allem im Unteren und Mittleren Eozän vor 56 bis 38 Millionen Jahren in Europa und Nordamerika vorkam. In Europa beschränkt sich die Fundverbreitung auf die mittleren und westlichen Bereiche des Kontinentes. Von herausragender Bedeutung hier ist die Grube Messel bei Darmstadt in Hessen, von wo mehr als ein Dutzend, teils vollständige Exemplare erhalten sind. Alle Skelette liegen in Seitenlage vor, was typisch ist für einen Großteil der Messeler Säugetierfunde. Einige der aufgefundenen Individuen weisen zusätzlich noch eine durch Bakterien hervorgerufene, feine Nachzeichnung der ehemaligen Körperkonturen auf (Bacteriographie). Dabei kann mit M. tupaiodon ein größerer und mit M. tenerum ein kleinerer Vertreter unterschieden werden. Insgesamt stellt Macrocranion nach den Fledermäusen, hier vor allem Palaeochiropteryx, das häufigste, in Messel vorkommende Säugetier dar. Die Fundstelle datiert ins beginnende Mitteleozän und ist etwa 47 Millionen Jahre alt. Nur wenig jünger ist ein rechter Unterkiefer aus dem Geiseltal bei Halle in Sachsen-Anhalt, an dem noch einige Zähne anhaften. Dieser wurde in der unteren Mittelkohle geborgen und stellt den einzigen Nachweis dieser Gattung hier dar.
In Westeuropa ist Macrocranion ebenfalls recht häufig belegt, allerdings beschränken sich die meisten Funde auf Schädel- und Gebissteile. Bedeutende Reste stammen hier aus Bouxviller im Elsass, das etwas jünger ist als Messel und von wo knapp 30 Fundobjekte vorliegen, weitere, etwa ein Dutzend Reste sind aus dem gleichalten Aumelas berichtet worden (beide Frankreich). Bereits in das Untere Eozän gehören rund ein halbes Dutzend Zähne aus der Blackheath-Formation des Abbey Wood in London. Zu den ältesten Funden in Europa können jene von Dormaal in Belgien gezählt werden, die in den Beginn des Unteren Eozän fallen und somit ein Alter von gut 56 Millionen Jahren erreichen. Hier wurden mit M. vandebroeki und M. germonpreae ebenfalls zwei Arten bekannt, erstere ist mit über 100 Zähnen belegt, zusätzlich auch noch mit einigen postcranialen Skelettelementen wie Fußwurzelknochen. In den gleichen geologischen Zeitabschnitt fallen auch Zahnfragmente aus Erquelinnes an der französisch-belgischen Grenze.
Nordamerikanische Funde von Macrocranion sind überwiegend aus dem westlichen Teil bekannt und umfassen bisher ebenfalls weitgehend nur Schädel- und Gebissteile. Bereits Anfang des 20. Jahrhunderts wurde ein gut erhaltener Unterkieferrest aus dem Unteren Eozän des Bighorn-Beckens im US-Bundesstaat Wyoming entdeckt. Weiterhin ist aus dem Beghorn-Becken ein Teilschädel mit zugehörigem Unterkiefer mit nahezu vollständiger Bezahnung bekannt, der der Willwood-Formation des Unteren Eozäns angehört. Der Fund repräsentiert wie der von William Diller Matthew beschriebene Unterkiefer die Art M. nitens, die sehr ähnlich zum europäischen M. tenerum war. Aus der gleichen Formation im nördlichen Bighorn-Becken ist zudem die stammesgeschichtlich ältere Art M. junnei anhand mehrerer isolierter Zähne beschrieben worden. Mehr als 70 Zähne dieser Art sind wiederum aus Castle Gardens im südöstlichen Bighorn-Becken überliefert, welche dort eine der häufigsten Säugetiernachweise überhaupt ist. Ein weiterer Teilschädel stammt aus der San-Jose-Formation in New Mexico.

## Paläobiologie

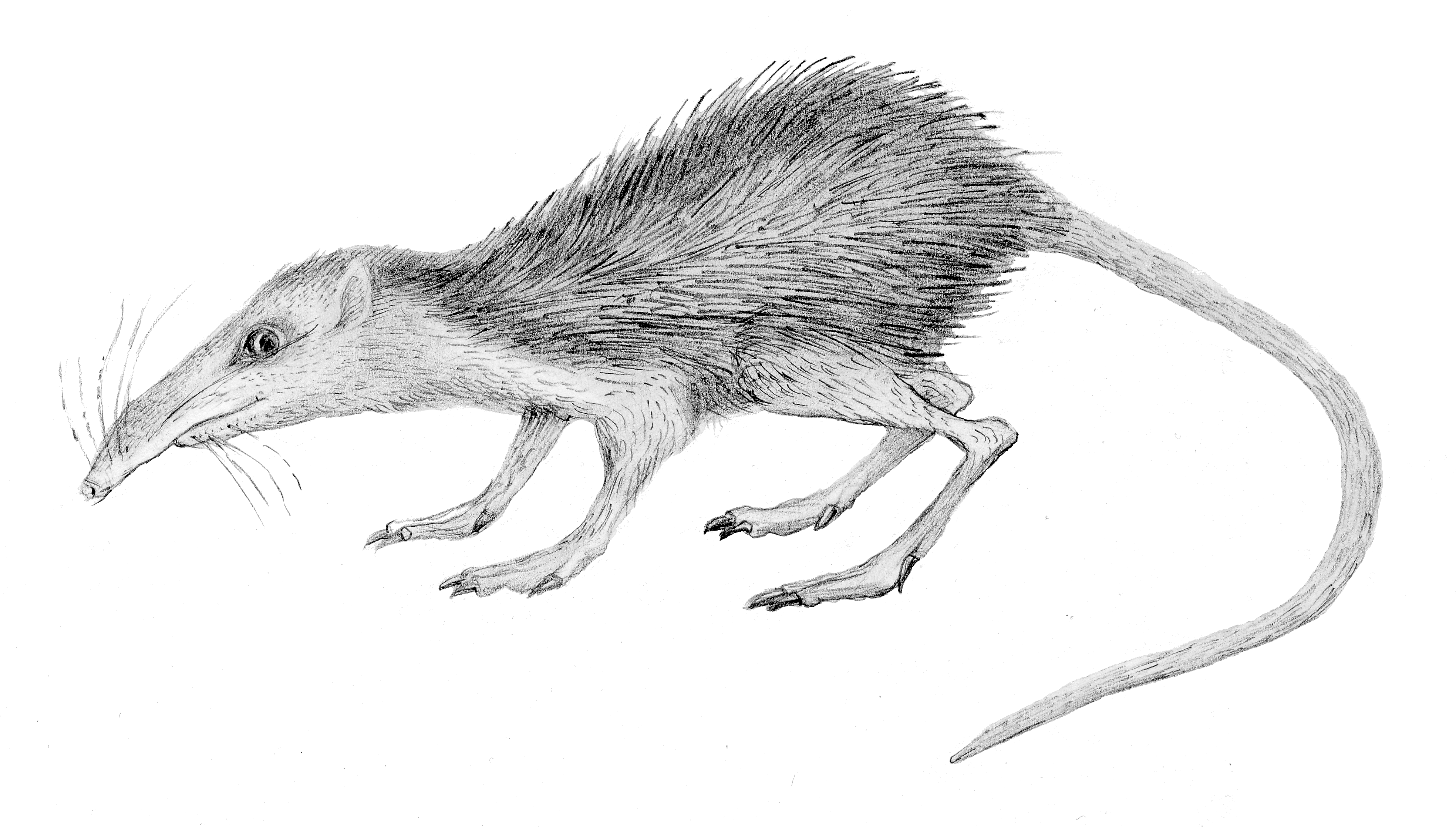
Lebendrekonstruktion von Macrocranion

Allgemein war Macrocranion ein grazil gebautes Tier. Einige der Skelettfunde aus Messel lassen die Umrisszeichnungen des Weichteilgewebes erkennen, wodurch insgesamt große Ohren, das Vorhandensein von Tasthaaren und ein nackter, nur gelegentlich mit Knochenplättchen bedeckter Schwanz nachgewiesen sind. In Bezug auf die Fellbedeckung scheint es Unterschiede zwischen den einzelnen Arten gegeben zu haben. So ist beim größeren M. tupaiodon ein kurzes, dichtes und wolliges Fell überliefert, beim kleineren M. tenerum dagegen bestand am Rücken ein Stachelkleid mit kurzen, dicken und spitz endenden Borsten, die nach hinten gerichtet waren, während am Bauch ein eher flauschiges Fell ausgebildet war. In den äußeren Merkmalen ähnelte M. tupaiodon dadurch den heutigen Haarigeln (Hylomyinae), M. tenerum aber den Stacheligeln (Erinaceinae). Vor allem im Schädelbereich zeigte Macrocranion spezielle Anpassungen. Die Schnauze lief nach vorn spitz zu. Das sehr groß ausgeprägte Foramen infraorbitale verweist einerseits auf die Ausprägung von Vibrissen – die bereits als Weichteilzeichnung erkannt wurden –, andererseits auf eine kräftige Schnauzenmuskulatur, der es neben einer weiteren Grube als Ansatzstelle diente, etwa dem Musculus levator nasi. Dadurch lässt sich eine gut ausgeprägte und bewegliche Nase annehmen. Zusätzlich deutet der kleine Vorsprung am Mittelkieferknochen auf eine deutlich entwickelte Nasenknorpelstruktur. In Verbindung mit den sehr kleinen Augenfenstern als Hinweis auf nur kleine Pupillen, etwa vergleichbar zu heutigen Igeln, kann aufgrund dieser Merkmale wohl eine Dominanz des Geruchs- und Tastsinns über den Sehsinn angenommen werden. Demnach suchte Macrocranion seine Nahrung am Erdboden, den es mit der feinen Nase sondierte.
Das Gebiss mit den charakteristischen, tribosphenisch gestalteten hinteren Backenzähnen lässt auf eine allesfresserische Lebensweise schließen, wobei aber aufgrund leicht abgewandelter Gestaltungen innerhalb der Arten verschiedene Präferenzen vorlagen. Arten mit spitzeren Zahnschmelzhöckerchen lassen eine stärke tierische Nahrungskomponente vermuten, solche mit runderen eine eher weiche Nahrung. Verschiedene Exemplare aus Messel enthielten im Magen-Darm-Bereich Hinweise auf die Nahrungsreste. So konnten beim größeren M. tupaiodon mit seinen spitzen Molarenhöckerchen vor allem Fischreste in Form von Flossenstrahlenbruchstücken oder Schuppen identifiziert werden, weiterhin auch Chitincuticulen von Insekten und zusätzlich pflanzliche Reste. Letztere umfassen unter anderem Blattteile mit erhaltenen Epithelzellen, aber auch verkorktes Material, das möglicherweise Samenreste von Rautengewächsen als Überbleibsel der fleischigen Früchte darstellt. Das kleinere M. tenerum, welches ein hochdifferenziertes Gebiss mit einer homodonten vorderen Bezahnung und bunodonten Molaren besaß, war offensichtlich stärker spezialisiert, da hier neben eher geringem Pflanzenmaterial überwiegend Insektenreste zum Vorschein kamen.
Die auffallenden ungleichen Längen der vorderen und hinteren Gliedmaßen und ihr besonderer Bau geben Hinweise zur Fortbewegung der Vertreter von Macrocranion. Aufgrund des fest verwachsenen Schien- und Wadenbeins waren die Hinterbeine in ihrer Beweglichkeit eingeschränkt. Dagegen ließen die zwar eng stehenden, aber nicht verwachsenen Knochen des Unterarms noch gewisse Drehbewegungen zu. Die verlängerten Mittelstrahlen und kurzen Außenstrahlen der Hände und Füße standen eng zusammen, Daumen und großer Zeh waren nicht opponierbar, wodurch ein kräftiges Zugreifen nicht möglich war. Dadurch erscheint Macrocranion ein reiner Bodenbewohner gewesen zu sein, worauf auch die Ausbildung hufartiger Klauen schließen lassen. Im Proportionsvergleich erreichen die einzelnen Abschnitte des Vorderbeins (Oberarm, Unterarm und Hand) jeweils zwischen 28 und 41 % der Länge der Rumpfwirbelsäule, die entsprechenden Abschnitte des Hinterbeins (Oberschenkel, Unterschenkel und Fuß) jeweils zwischen 51 und 71 %. Unter den heute lebenden Säugetieren gleicht das Verhältnis somit jenem der Rüsselhündchen (Rhynchocyon) aus der Gruppe der Rüsselspringer oder der Philippinen-Rattenigel (Podogymnura) aus der Gruppe der Igel, werden aber deutlich von den Pferdespringern (Allactaga), Vertretern der Springmäuse, übertroffen. Dadurch kann zumindest beim größeren M. tupaiodon auf eine teils vierfüßig hüpfende, schnelle (cursoriale) Fortbewegung geschlossen werden, die hauptsächlich bei der Flucht vor Beutegreifern eingesetzt wurde. Bei M. tenerum waren die Merkmale der Hinterbeine noch stärker ausgebildet – stark verlängertes Darmbein, kräftigerer Dritter Trochanter und allgemein deutlich längere untere Beinabschnitte –, so dass hier auch von einer zeitweise, möglicherweise auch obligat zweibeinig hüpfenden (saltatorischen) Fortbewegung ausgegangen werden kann. Da der Schwanz insgesamt aber eher schwach ausgebildet war, diente er wohl nicht als Stützorgan bei der Fortbewegung. Aufgrund der Ausprägung der Fußwurzelknochen kann auch M. vandebroeki als schnellläufiges Tier angesehen werden.
Somit erscheinen die verschiedenen Vertreter von Macrocranion als bodenbewohnende, flinke, möglicherweise nachtaktive Tiere, die in Ufernähe von Seen und Flüssen in subtropischen bis tropischen Regenwäldern auf Nahrungssuche und Beutefang gingen, wobei hauptsächlich der Geruchs- und Tastsinn eingesetzt wurde. Vor allem bei Gefahr konnten die Tiere durch weite Sprünge die Flucht ergreifen. Zumindest bei M. tenerum war als zusätzlicher Schutz ein Stachelkleid ausgebildet, allerdings konnten sich diese Vertreter aufgrund der langen Hintergliedmaßen im Gegensatz zu den heutigen Stacheligeln höchstwahrscheinlich nicht zu einer Kugel zusammenrollen. Da die einzelnen Arten offensichtlich unterschiedliche Nahrungsspezialisierungen aufwiesen, besetzten diese wohl unterschiedliche ökologische Nischen.

## Systematik

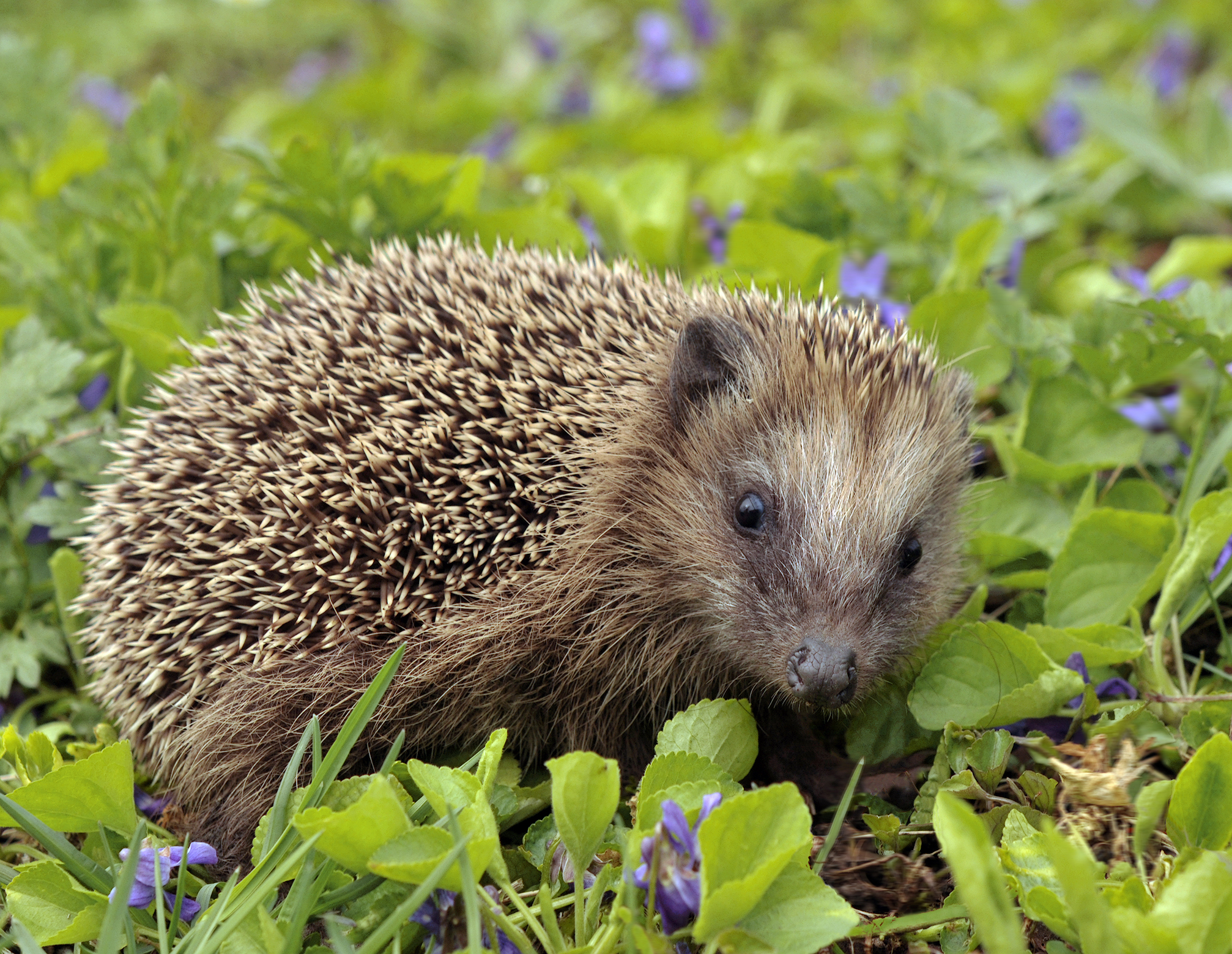
Igel, hier der Braunbrustigel (Erinaceus europaeus) als nächster, heute lebender Verwandter von Macrocranion?

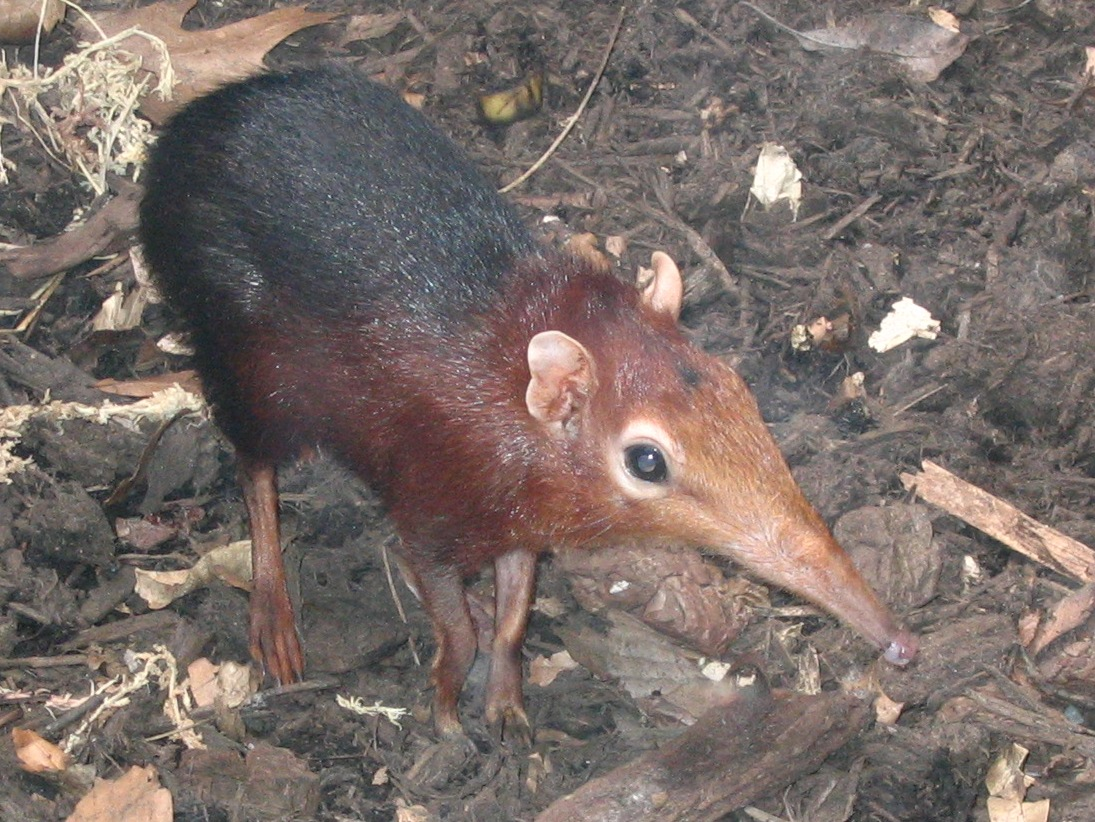
Rüsselspringer, hier das Rotschulter-Rüsselhündchen (Rhynchocyon petersi) als nächster, heute lebender Verwandter von Macrocranion?

Macrocranion ist eine Gattung aus der heute ausgestorbenen Familie der Amphilemuridae. Generelle Kennzeichen der Gruppe finden sich unter anderen in der für Höhere Säugetiere ursprünglichen Zahnanzahl im Gebiss. Die unteren Zähne stehen geschlossen und neigen im vorderen Abschnitt zunehmend nach vorn. Außerdem sind sie alle einwurzelig. Die Amphilemuridae gelten häufig als sehr ursprüngliche Vertreter der Erinaceomorpha und stehen dadurch den heutigen Igeln nahe. In die nähere Verwandtschaft gehören unter anderem Pholidocercus, von dem auch mehrere Skelette aus Messel überliefert sind, weiterhin auch der über einzelne Unterkieferfragmente aus dem Geiseltal bekannte Amphilemur. Als Mitglied der Erinaceomorpha (diese waren ursprünglich Teil der Insektenfresser) stellen die Amphilemuridae ein Mitglied der Überordnung der Laurasiatheria dar, eine der vier großen Hauptlinien der Höheren Säugetiere. Allerdings wurde bereits Ende der 1980er Jahre die Vermutung geäußert, dass aufgrund von Zahn- und Schädelmerkmalen ein Verweis zu den Insektenfressern nicht gesichert sei. So sehen weitere Untersuchungen die Amphilemuridae und die nahe verwandten Adapisoricidae in der Ahnenreihe der afrikanischen Rüsselspringer (Macroscelidea), was hauptsächlich mit der Zahnmorphologie begründet wird. Konsequenterweise müssten die Amphilemuridae und damit auch Macrocranion der Überordnung Afrotheria zugewiesen werden. Weitere Untersuchungen sehen die Amphilemuridae in der näheren Igel-Verwandtschaft.
Es sind heute etwa zehn Arten anerkannt:
- M. huerzeleri Maitre, Escarguel & Sigé, 2006
- M. germonpreae Smith, , 1997
- M. junnei Smith, Bloch, Strait & Gingerich , 2002
- M. nitens Matthew, , 1918
- M. robinsoni Krishtalka & Setoguchi, , 1977
- M. storchi Maitre, Escarguel & Sigé, 2006
- M. sudrei Maitre, Escarguel & Sigé, 2006
- M. tenerum Tobien, , 1962
- M. tupaiodon Weitzel, , 1949
- M. vandebroeki Quinet, , 1964

Als einziger der etwa sieben bekannten Vertreter der Amphilemuridae ist Macrocranion sowohl in Europa als auch in Nordamerika nachgewiesen, fünf Gattungen sind auf das mittlere und westliche Europa beschränkt, eine weitere stammt bisher nur aus Nordamerika. M. junnei stellt dabei den ältesten nordamerikanischen Vertreter aus dem Beginn des Unteren Eozäns dar. Aufgrund der Zahnmorphologie gilt er aber als stammesgeschichtlich etwas moderner als das gleichalte M. vandebroeki aus Europa. Es kann angenommen werden, dass Macrocranion zu jener Zeit von Europas aus westwärts über eine Landbrücke via Grönland Nordamerika besiedelte. Auf beiden Kontinenten entstanden dann eigenständige Linien, so entwickelte sich M. junnei in Nordamerika über M. nitens zu M. robinsoni, während aus M. vandebroeki in Europa M. tenerum entstand. Über den zeitlichen und räumlichen Ursprung der Gattung Macrocranion herrscht bisher Unklarheit, da Funde aus dem Paläozän fehlen.

## Forschungsgeschichte

Zwei Unterkieferfragmente von Macrocranion, 1918 von William Diller Matthew als Entomolestes beschrieben

Die nachweislich ersten Funde von Macrocranion stammen aus dem Anfang des 20. Jahrhunderts aus dem Bighorn-Becken und im Wind-River-Becken von Wyoming, sie wurden von William Diller Matthew im Jahr 1918 aber als Entomolestes nitens benannt. Erst Mitte der 1970er Jahre erfolgte eine Zuweisung zu Macrocranion. Die wissenschaftliche Erstbeschreibung von Macrocranion erstellte Karl Weitzel im Jahr 1949 anhand von Funden aus der Grube Messel. Der Holotyp (Exemplarnummer Me 4403a und b) umfasst ein relativ vollständiges Skelett, das sich heute im Hessischen Landesmuseum in Darmstadt befindet. Der Gattungsname leitet sich von den griechischen Wörtern μακρός (makros „groß“) und κρανίον (kranion „Kopf“ oder „Schädel“) ab, wobei Weitzel irrtümlicherweise annahm, dass der Kopf im Verhältnis zum Rumpf außerordentlich groß sei, was aber der schlechten Erhaltung des Typusexemplars geschuldet ist. In der gleichen Schrift stellte Weitzel mit Aculeodens eine weitere Gattung auf, die 1962 von Heinz Tobien mit Macrocranion synonymisiert wurde. Tobien wiederum verwies in diesem Aufsatz weitere Funde zu Messelina tenera, wobei Messelina 1975 in die Gattung Macrocranion eingegliedert wurde. Eine weitere Synonymgattung stellt Dormaalius aus Dormaal in Belgien dar, die 1964 eingeführt und 1995 mit Macrocranion gleichgesetzt wurde.
Die taxonomische Zuweisung von Macrocranion war aus heutiger Sicht der Forschungsgeschichte wechselhaft, was aus den noch großen Kenntnislücken über die Verwandtschaftsverhältnisse der frühen Insektenfresser und ihnen nahestehender Gruppen resultiert. In seiner Erstbeschreibung ordnete Weitzel die Gattung in die Familie der Tupaiidae (Spitzhörnchen) ein, eine Stellung, die Matthew auch für Entomolestes vorgesehen hatte. Malcolm McKenna verwies Macrocranion 1960 zu den Amphilemuridae, was zwei Jahre später Tobien aufgriff und Ähnlichkeiten zu Amphilemur aus dem Geiseltal herausarbeitete (gleichzeitig stellte er die Synonymgattung Messelina in die Familie der Igel). Wenig später, 1967, sah Leigh Van Valen Macrocranion und Entomolestes innerhalb der Adapisoricidae, die heute als paraphyletisch gelten und basale Insektenfresser darstellen, die nicht in direkter Verwandtschaft mit den Igeln stehen. Zur gleichen Zeit etwa wurde die zu Macrocranion sehr ähnliche Gattung Dormaalius beschrieben und im Folgenden die Familie Dormaaliidae aufgestellt. Nachdem Mitte der 1970er Jahre Entomolestes und Messelina mit Macrocranion synonymisiert worden waren, wurde letzteres in die Familie Dormaaliidae verwiesen, die als nahe verwandt mit den Amphilemuridae galten. Bereits 1985 wiesen Michael J. Novacek und Forscherkollegen auf die mögliche Congenerität von Macrocranion und Dormaalius hin, behielten den Status der einzelnen Gattungen und Familien aber aufrecht. Gerhard Storch und Gotthard Richter mahnten daraufhin 1994 zu einer Zusammenführung der beiden Familientaxa der Amphilemuridae und Dormaaliidae. Als im Jahr 1995 Dormaalius mit Macrocranion synonymisiert wurde, führte dies auch zur Auflösung der Dormaaliidae, deren Mitglieder nun in den Amphilemuridae eingegliedert sind.